# Reis door de Tijdmachine
Reis door de Tijdmachine is de dertiende kerstshow van Samson en Gert. De Samson en Gert Kerstshow is een jaarlijkse show die rond de periode van kerst wordt gespeeld en door Studio 100 wordt gebracht. De show was te zien van 20 december 2003 tot 24 februari 2004 in de Koningin Elisabethzaal in Antwerpen. De show wordt verzorgd met dans, zang en toneel. Zoals vaak in een kerstshow het geval is, is er één groot verhaal dat wordt opgedeeld in kleinere stukjes. Deze sketches worden aaneen gebreid door Samson en Gert, die hun eigen liedjes zingen.

## Rolverdeling
| Personage                         | Acteur             |
| --------------------------------- | ------------------ |
| Samson                            | Danny Verbiest     |
| Gert                              | Gert Verhulst      |
| Meneer de burgemeester            | Walter de Donder   |
| Alberto Vermicelli                | Koen Crucke        |
| Eugène Van Leemhuyzen             | Walter Baele       |
| Ridder Goliath                    | Chris Cauwenberghs |
| Dinosaurus en Professor Roefchoek | Peter Thyssen      |

## Verhaal
Dit jaar is er vanwege een nieuwe uitvinding van professor Roefchoek geen decor voor de Samson en Gert Kerstshow. De uitvinding hangt onder doeken waar Samson telkens heel erg hard van moet niezen. Uit nieuwsgierigheid halen de burgemeester en Alberto de doeken weg en komen ze erachter dat er een tijdmachine in de zaal staat. Deze willen ze stiekem gaan uittesten en dat doen ze zonder te overleggen met Samson en Gert. Van Leemhuyzen wordt als lok aas gebruikt en ze sturen hem naar de middeleeuwen. In de plaats van Van Leemhuyzen komt ridder Goliath naar de tijd van hier.
Ridder Goliath wordt dan weer naar de oer tijd geflitst en er komt een dinosaurus voor terug. De tijd begint ondertussen wel te dringen, want Van Leemhuyzen zit te wachten in de middeleeuwen. Er is daar een gemene ridder die een appel op zijn hoofd heeft geplaatst en daar een pijl door wil schieten. Iedereen maakt zich er zorgen over of dat wel goed gaat komen. Wanneer uiteindelijk de dinosaurus weer terug is gebracht naar de oertijd komt de ridder weer terug, maar die raken ze kwijt. Samson kijkt dan in de tijdmachine en wordt dan per ongeluk door Alberto naar de middeleeuwen geflitst. Ondanks de vele stress van Gert komt gelukkig de ridder net op tijd weer terug en kunnen ze Samson nog redden van de gemene ridder. Wanneer professor Roefchoek ineens op het toneel verschijnt, is hij dankbaar dat Samson en Gert met hun vrienden de machine hebben getest, want hij wist niet zeker of hij het wel echt deed. Daarom mogen Samson en Gert de tijdmachine gebruiken voor wat en wanneer ze maar willen.
Verder wordt er aan het eind van deze Kerstshow stilgestaan bij het overlijden van Ann Petersen, die bekend staat als Jeannine De Bolle.

## Muziek
De muziek in de show werd verzorgd door de XL-band. Tijdens deze show wordt het liedje "Gekkenbekkentrekken" compleet a capella gedaan. 
De liedjes die door Samson en Gert gezongen werden tijdens deze show, zijn:
- Ouverture
- Klaar voor de start
- Dan is het kerstmis
- Oh la la la!
- Joebadoebadoe
- Jiepie-ja-hee
- Gekkenbekkentrekken
- Het Kasteel van Koning Samson
- De wereld is mooi!
- Klap maar in je handen
- Slot Medley:
  - Alles is op
  - Mexico
  - In de disco
  - Wij zijn bij de brandweer
  - Samsonrock